# Jean de Gaillard
Jean de Gaillard, ou Gaillard de Longjumeau (né à Granville ou en Provence le 14 mai 1634, mort à Apt le 10 février 1695) ecclésiastique, fut évêque d'Apt de 1670 à 1695.

## Biographie
Jean de Gaillard dit de Longjumeau est le fils de Pierre de Gaillard, seigneur de Puteaux et de Longjumeau, originaire de la région parisienne il s'établit en Provence en 1595 avec la charge à Aix de Trésorier extraordinaire des guerres, et de la Marquise de Village de la Salle. Sa sœur Magdeleine de Gaillard de Venel est dame d'honneur de la reine Marie-Thérèse et « sous-gouvernante des enfants de France », c'est-à-dire les petits-fils de Louis XIV. Il nait en Provence ou à Granville.
Destiné à l'Église, il est tonsuré en 1646 puis envoyé à Paris poursuivre ses études pendant 3 ans (1650-1653) au séminaire Saint-Sulpice. Il obtient sa licence en théologie de l'université de Caen. Il devient chanoine du chapitre  et archidiacre de Caen dans le diocèse de Bayeux. C'est là qu'il est ordonné prêtre en 1662 par François de Nesmond. Il est théologal du diocèse de Bayeux lorsqu'il est nommé en 1670 évêque d'Apt. Il est confirmé le 20 avril 1671 et consacré à Bayeux par l'évêque le 28 juin suivant.
Il prend possession de son diocèse le 20 septembre et il réforme les religieuses de l'abbaye Sainte-Catherine et son chapitre de chanoines. Il établit un Mont-de-piété en 1690 et un Hospice de charité. Sur le plan religieux il est hostile aux doctrines de l'époque le jansénisme et le gallicanisme. Il meurt à l'hôpital Saint-Castor où il s'était retiré frappé de sénilité. Il est inhumé dans la chapelle Saint-Anne de l'hôpital. Louis Moreri qui fut son ami et son aumônier lui dédie le premier volume de son Dictionnaire historique universel.